# Meckenheim (Rheinland)

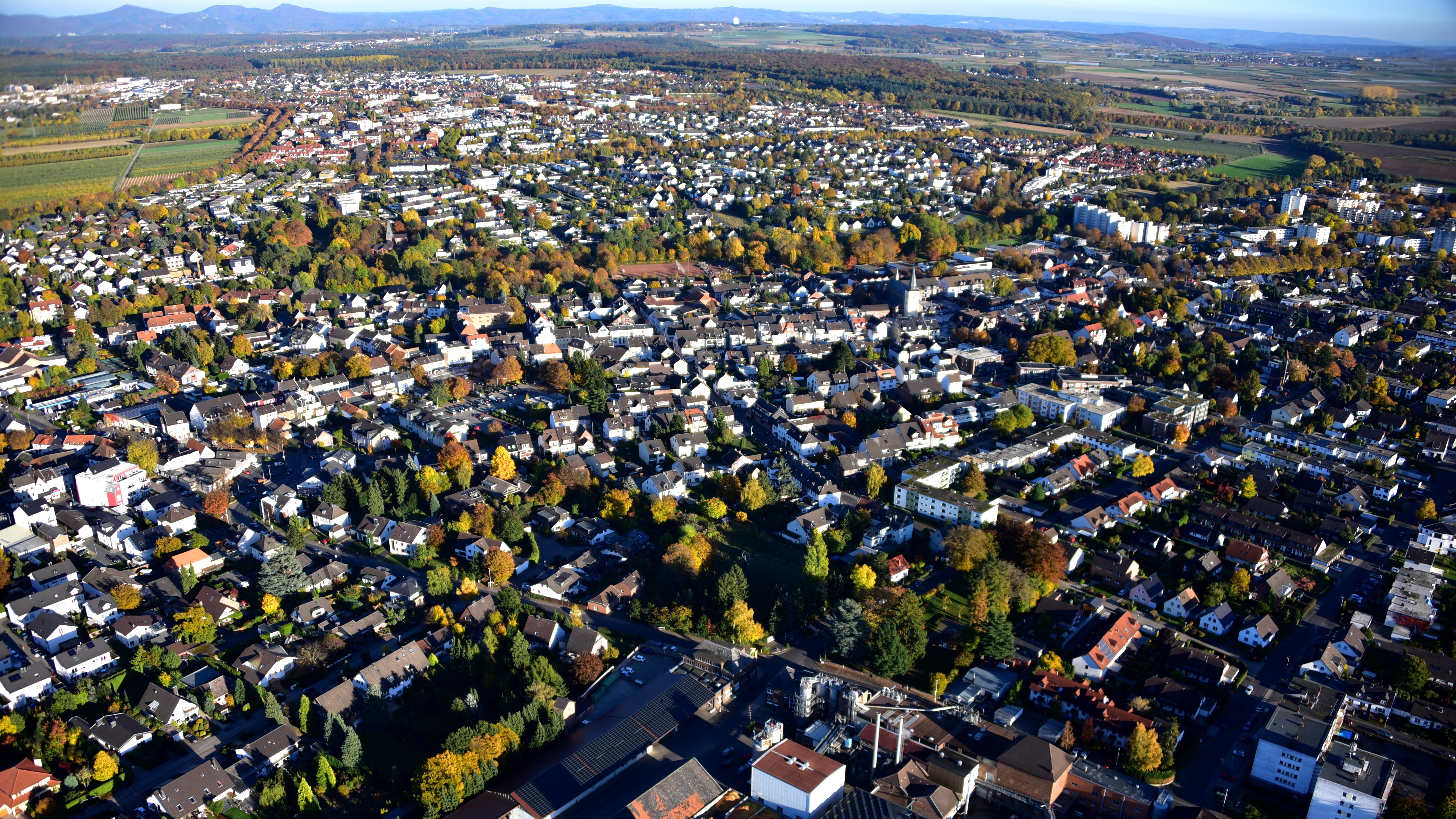
Meckenheim, Luftaufnahme (2016)

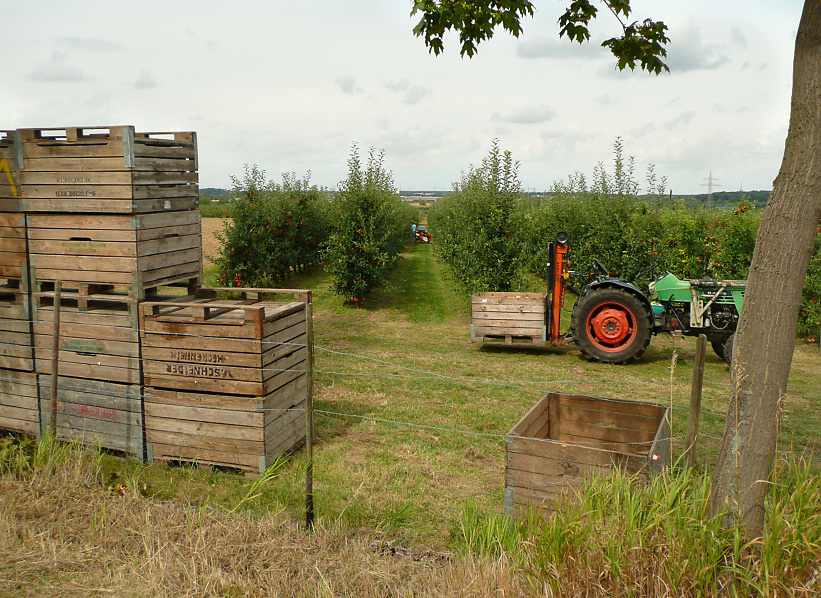
Apfelernte in den Obstplantagen um Meckenheim

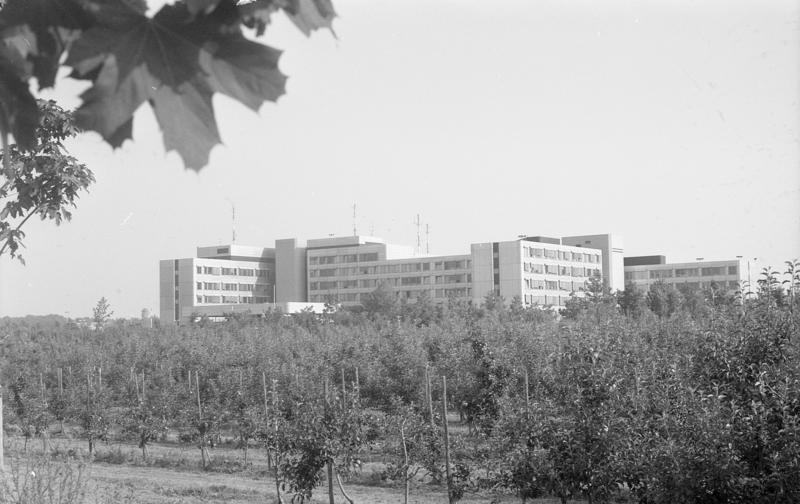
BKA-Standort Meckenheim in Merl

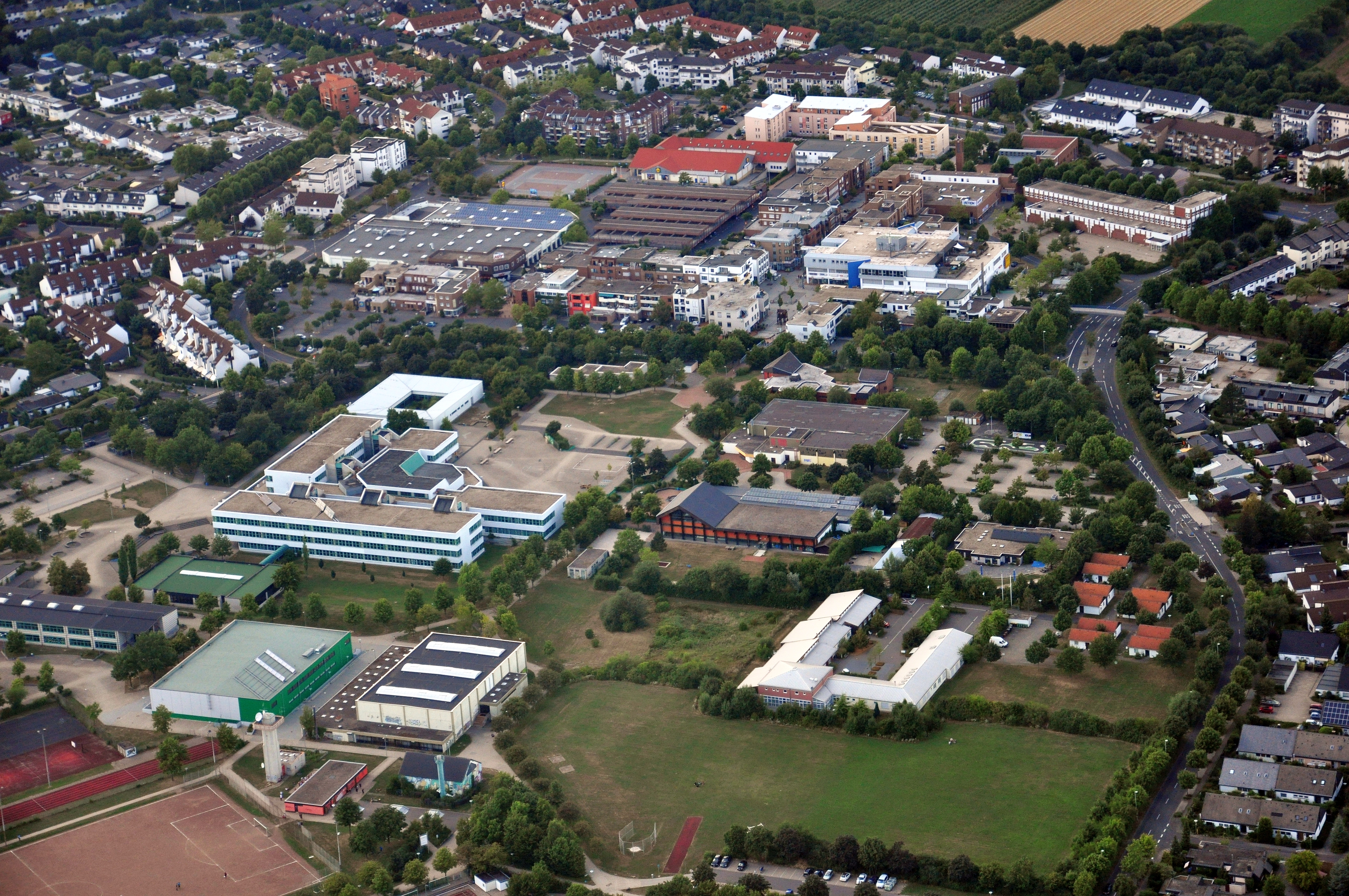
Meckenheim, Neue Mitte & Schulcampus, Luftaufnahme 2013

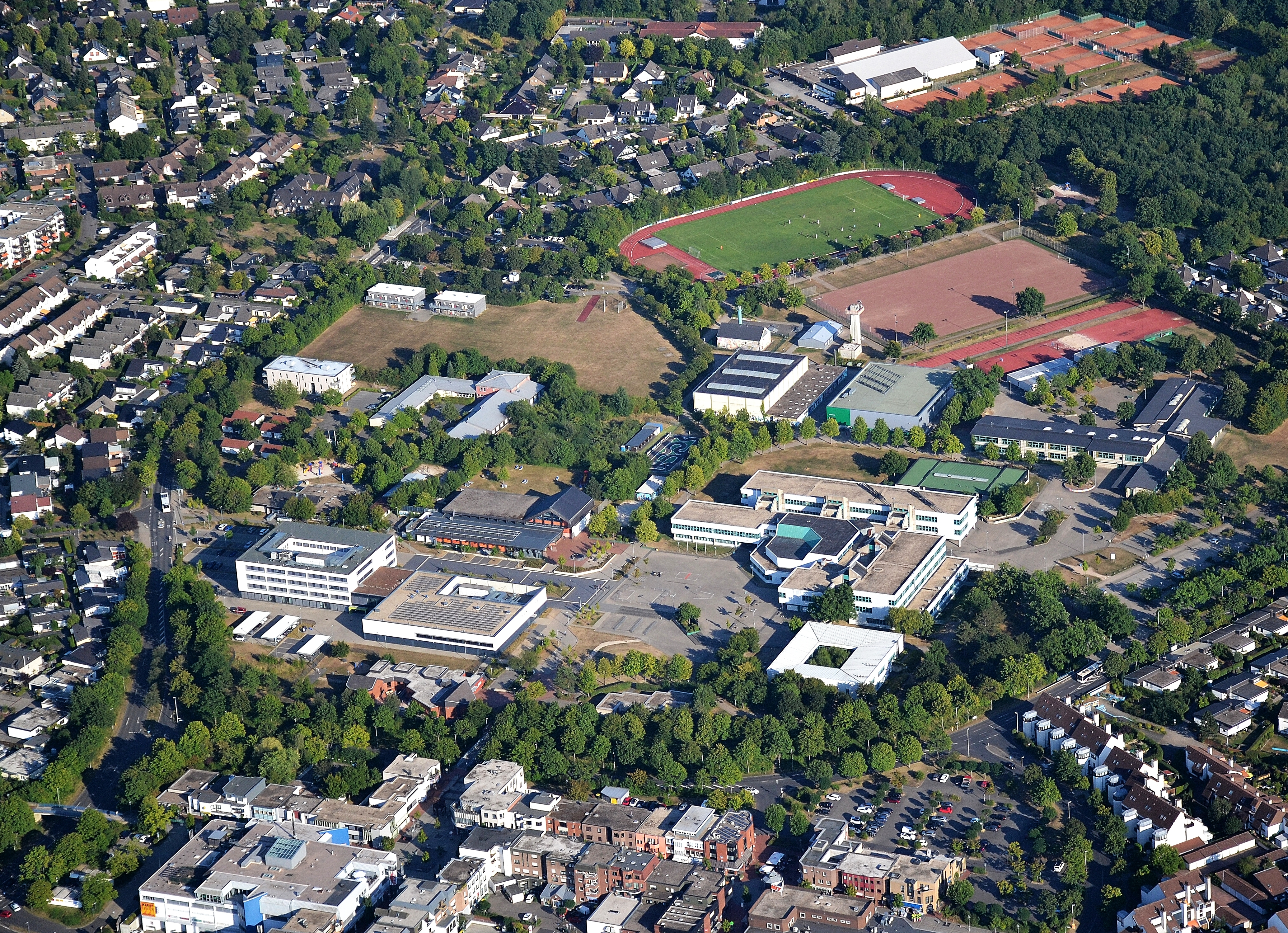
Neue Mitte mit Rathaus, Jungholzhalle, Schulen & Sportstätten, Luftaufnahme 2022

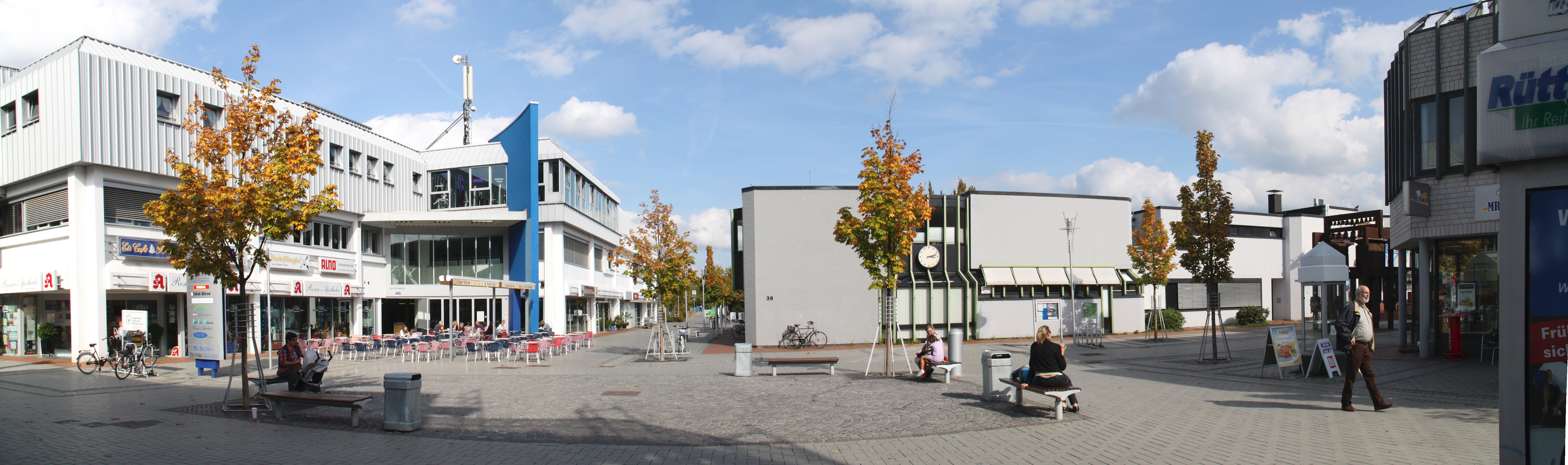
Panorama Neuer Markt Meckenheim

Meckenheim ist eine Stadt im Rhein-Sieg-Kreis im Süden Nordrhein-Westfalens.

## Geographie

### Geographische Lage
Meckenheim liegt in der Voreifel vor dem Ahrgebirge am Südrand der Kölner Bucht, im linksrheinischen Teil des Rhein-Sieg-Kreises, etwa 15 Kilometer südwestlich des Stadtzentrums von Bonn und unmittelbar an der Landesgrenze zu Rheinland-Pfalz im Süden Nordrhein-Westfalens.
Im Nordosten der Stadt beginnt der Kottenforst, der sich bis nach Bonn erstreckt. Die Altstadt wird von der Swist durchquert. Oberhalb von Ersdorf befindet sich mit 386,1 m ü. NHN der höchste Punkt der Gemeinde. Der niedrigste Punkt mit 159,5 m ü. NHN befindet sich am Ufer der Swist an der Gemeindegrenze in den Berger Wiesen.

### Ortsbeschreibung
Meckenheim benennt sich auch als „Apfelstadt“, „Baumschulstadt“, „Rosenstadt“ und wird im Volksmund auch „Meck’m“, „das grüne Tor zu Ahr und Eifel“ oder „Mecktown“ genannt, denn die Umgebung der Stadt in der Nähe von Ahr und Eifel ist von Baumschulen, Rosenfeldern und weitläufigen Obstplantagen geprägt. Die Baumschulen, der Apfelanbau und andere Obstplantagen sind wichtige Wirtschaftsfaktoren. Eine Straße in Alt-Meckenheim wird wegen der Häufung von Obstverkaufsläden als „Obstmeile“ beworben. Im Ort wird Zuckerrübensirup, der „Grafschafter Goldsaft“ produziert. Die Zuckerrüben dafür werden in der Umgebung der Stadt geerntet. Nach der Entscheidung für Bonn als dauerhaften Regierungssitz entstand zwischen Alt-Meckenheim und Merl die Neue Mitte. Meckenheim wurde zur „Bonner Schlafstadt“, da zunehmend viele Bonner Bundesbedienstete ab den 1970er Jahren hier ihren Wohnsitz nehmen konnten.
Ein Dienstsitz des Bundeskriminalamts wurde 1981 von Bonn-Bad Godesberg in den Meckenheimer Ortsteil Merl verlegt.

### Nachbargemeinden
Nachbargemeinden sind Alfter, Rheinbach und Wachtberg im Rhein-Sieg-Kreis, die kreisfreie Stadt Bonn sowie die Gemeinde Grafschaft im rheinland-pfälzischen Landkreis Ahrweiler.

### Stadtgliederung
Die Stadt ist gegliedert in die Kernstadt mit 17.348 Einwohnern (Stand: 30. September 2022), bestehend aus der Altstadt an der Swist und der ostwärts angrenzenden „Neuen Mitte“, sowie die Stadtteile Altendorf (1310 Einwohner), Ersdorf (927 Einwohner), Lüftelberg (1355 Einwohner) und Merl (6007 Einwohner). Im Nordwesten der Stadt befindet sich ein großes Gewerbe- und Industriegebiet, der Industriepark Kottenforst.

## Geschichte
Im Gebiet um Meckenheim wurden Besiedlungsspuren aus der Zeit um 4000 v. Chr. gefunden.

### Römerzeit
Zur Zeit des Römischen Reiches entstand die Eifelwasserleitung, die Trinkwasser aus der Gegend um Nettersheim in die Colonia Claudia Ara Agrippinensium (das heutige Köln) führte und in der Meckenheimer Feldflur auf einer gemauerten Gewölbe- oder Aquäduktbrücke das Tal der Swist überquerte. Die Aquäduktbrücke über die Swist war einst ca. 1.400 m lang und bis zu 10 m hoch. Durch Steinraub im Mittelalter ist von der Brücke heute nichts mehr zu sehen, da sie ab dem 12. Jahrhundert als Steinbruch für Kirchen, Klöster und Burgen genutzt wurde; insbesondere war der Aquäduktenmarmor sehr begehrt. Nahe der Verbindungsstraße Meckenheim-Lüftelberg (K53) steht heute die Rekonstruktion eines Aquäduktpfeilers.
Nach den Feldzügen Gaius Iulius Caesars gegen die Eburonen sind nachweislich etwa 20 Einzelsiedlungen, wie etwa Bauernhöfe, militärische Anlagen, Grabanlagen und die Überreste eines Matronenheiligtums verbürgt.

### Mittelalter
Um etwa 450 n. Chr. besiedelten die Franken den Raum um das heutige Meckenheim. Von ihnen leitet sich auch der heutige Ortsname her, wie aus der typisch fränkischen Namensendung -heim hervorgeht. Archäologisch fassbar sind sie in erster Linie durch die insgesamt über 300 freigelegten Gräber. Ab dem 7. oder 8. Jahrhundert ist auch eine Töpferei nachweisbar.
Die erste urkundliche Erwähnung Meckenheims erfolgte 853. Dabei schenkte der Priester Herigar seinen Besitz in Meckenheim dem Stift St. Cassius in Bonn. Bei den Besitzungen handelte es sich um den Fronhof, der in der Nähe der Kirche St. Johannes der Täufer lag. Damit wurde das Cassiusstift zu Bonn eine der wichtigsten Gemeinwesen des Erzbistums Köln. Zweite wichtige Stütze der Stadt Meckenheim war das Kölner Mariengradstift, das in dieser Zeit Grund- und Gerichtsherr war und seit 1059 mit Niederhof und Burghof sowie 21 Lehensträgern über 1000 Morgen Land verfügte.
Um 1300 umgab die Stadt eine Befestigungsanlage mit Stadtmauer, Doppelgraben, Wall und Hecke, in der sich zwei Tore befanden. Die Stadtmauer wurde 1832 abgerissen. Ab 1300 gab es im Ort eine Burg im Besitz des Kölner Mariengraden-Stifts. Sie war als Lehen an die Junker von Meckenheim gegeben. Aus dem Geschlecht stammte der Kupferstecher Israhel van Meckenem. Im Jahr 1608 fiel die Burg an das Stift zurück, das sie 1726 wegen finanzieller Schwierigkeiten verkaufte. Zuletzt war sie im Besitz der Stadt Meckenheim. Der Stadtrat beschloss 1935, sie der NSDAP und ihren Gliederungen zur Verfügung zu stellen. Im Krieg schwer beschädigt, wurden Herrenhaus und zugehörige Gebäude 1947 abgerissen.

### Stadt
Die Stadtrechte wurden Meckenheim am 28. Juli 1636 vom Kölner Erzbischof Ferdinand von Bayern verliehen. Der Ort blieb ein Zentrum der Agrarwirtschaft.
Am 28. März 1787 zerstörte ein Brand die Stadt.
Zwischen 1794 und 1815 änderte sich die territoriale Zugehörigkeit der Stadt zweimal: Zunächst wurde das Rheinland von Frankreich annektiert, wodurch Meckenheim zum französischen Staat gehörte. Die Stadt verlor durch das französische Gemeindewesen ihre Stadtrechte (vgl. dazu Rheinbach). 1815 fiel das Rheinland und damit auch die Stadt Meckenheim an Preußen. Erst 1929 erhielt Meckenheim das Recht, den Titel „Landgemeinde Stadt Meckenheim“ wieder zu führen.
Zwischen 1855 und 1969 bestand ein Tonwerk und ab 1892 eine Feldbrandziegelei.

### Zeit des Nationalsozialismus
In der Zeit des Nationalsozialismus wanderte ein Teil der jüdischen Einwohner wegen der staatlichen Repressalien aus. Am 10. November 1938 kam es in der Pogromnacht an sämtlichen jüdischen Geschäften und Wohnhäusern sowie an der Synagoge zu Zerstörungen. Anfang 1942 wurden die letzten jüdischen Bewohner in einem Sammellager in Bonn-Endenich interniert und später nach Maly Trostinez bei Minsk deportiert. Das Gedenkbuch des Bundesarchivs verzeichnet 40 in Meckenheim geborene jüdische Bürger, die dem Völkermord des nationalsozialistischen Regimes zum Opfer fielen (Siehe auch: Jüdische Gemeinde Meckenheim).
Am 9. September 1944 explodierte ein Munitionszug nach Tieffliegerbeschuss nahe dem Bahnhof. Zahlreiche Geschosse flogen in die Stadt, explodierten dort und richteten große Verheerungen an. Am 20. Januar 1945 wurde ein am Bahnhof stehender Munitionszug mit Artilleriegranaten durch alliierte Flieger angegriffen.
Bei Bombenangriffen am 2. und 5. März 1945 wurden zirka 250 Personen getötet und etwa 70 % der Häuser im Stadtkern zerstört. Die 9. US-Panzerdivision, an deren Vormarschroute Meckenheim lag, erreichte am Nachmittag des 6. März 1945 die Stadt Meckenheim und eroberte am nächsten Tag die Ludendorff-Brücke in Remagen.
Einige Szenen des Films Die Brücke von Remagen spielen in Meckenheim.

### Neuzeit
Durch die Nähe zur Bundeshauptstadt Bonn stieg die Bevölkerungszahl auch durch Flüchtlinge aus den Ostgebieten des Deutschen Reiches nach dem Krieg rasch an. 1962 wurden aus diesem Grund durch die Stadt Meckenheim, den Landkreis Bonn sowie die Westdeutsche Landesbank, die „Entwicklungsgesellschaft Meckenheim-Merl mbH“ gegründet, um eine entsprechende Vorplanung und Aufstellung von Bebauungsplänen durchzuführen. Die Gesellschaft bestand bis 2009 und fusionierte dann mit der „Meckenheimer Wohnungsgesellschaft“ zur Meckenheimer Entwicklungs- und Wohnungsgesellschaft mbH (Mewoge). 1969 wurde dem auch im Rahmen der kommunalen Neuordnung Rechnung getragen, Merl ist seitdem Stadtteil von Meckenheim. Während des weiteren Zuzugs vor allem in den 1970er- und 1980er-Jahren wurde unter anderem der „Neue Markt“ als Einkaufszentrum in der Mitte zwischen Meckenheim und Merl geplant und umgesetzt. Federführend hierbei war der von 1975 bis 1999 amtierende Stadtdirektor Meckenheims, Johannes Vennebusch (1943–2024).
Die Bevölkerungszahl blieb auch nach dem Umzug von Bundestag und Bundesregierung nach Berlin annähernd konstant, da durch die Regelungen des Berlin/Bonn-Gesetzes bezüglich der Dienstsitze der Ministerien viele Arbeitsplätze von Angestellten und Beamten in der Region erhalten blieben und zudem noch weitere Unternehmen neu in der Region um Bonn angesiedelt werden konnten.

### Eingemeindungen
Von 1934 bis 1969 bestand das Amt Meckenheim aus Meckenheim selbst und den Ortsgemeinden Adendorf, Altendorf, Arzdorf, Ersdorf, Fritzdorf, Lüftelberg und Merl. Im Rahmen der kommunalen Neugliederung in Nordrhein-Westfalen ab 1966 wurden am 1. August 1969 mit dem Bonn-Gesetz die Nachbardörfer Altendorf, Ersdorf, Lüftelberg und Merl in die amtsfreie Gemeinde Meckenheim eingemeindet, welche sich „Stadt Meckenheim“ nennt, die Orte Adendorf, Arzdorf und Fritzdorf wechselten zur neu gegründeten Gemeinde Wachtberg.

### Einwohnerentwicklung
Die Einwohnerzahl des Amtes Meckenheim lag 1939 bei knapp über 5.000 Einwohnern und änderte sich im Rahmen der kommunalen Neugliederung geringfügig auf 8.053 im Jahr 1969.
Zum Stichtag 31. Dezember 2023 gab es in Meckenheim 16.147 Haushalte. Davon entfielen 10.594 Haushalte auf Meckenheim selbst, 764 auf den Ortsteil Altendorf, 555 auf den Ortsteil Ersdorf, 803 auf den Ortsteil Lüftelberg und 3.442 auf den Ortsteil Merl.
Im Schuljahr 2024/2025 gab es 1078 Schüler an Grundschulen, 327 Schüler an der Hauptschule, 809 Schüler an der Realschule und 665 am Gymnasium der Stadt.
Die Zahl der Mitglieder der evangelischen Kirchengemeinde ist in Meckenheim in den vergangenen 30 Jahren von mehr als 11.000 (fast 40 % der Gesamtbevölkerung) auf rund 6.000 (zirka 23 % der Gesamtbevölkerung) im Jahr 2024 geschrumpft.

## Politik

### Stadtrat
Der Stadtrat ist die kommunale Volksvertretung der Stadt Meckenheim. Über die Zusammensetzung entscheiden die Bürger im Rahmen der nordrhein-westfälischen Kommunalwahlen alle fünf Jahre. Die letzte Wahl fand am 13. September 2020 statt, die nächste Wahl wird am 14. September 2025 stattfinden, etwaige Stichwahlen am 28. September 2025.

### Bürgermeister
Gemäß der nordrhein-westfälischen Kommunalordnung gab es bis 1999 in Meckenheim einen ehrenamtlichen, durch die Bürger direkt gewählten Bürgermeister als repräsentatives Oberhaupt sowie einen Stadtdirektor als Chef und Leiter der Verwaltung, der vom Stadtrat gewählt wurde. Seit 1999 wählen die Meckenheimer Bürger den Bürgermeister sowohl als Repräsentanten als auch als Chef der Verwaltung ihrer Stadt.
Von 1999 bis 27. November 2007 war Yvonne Kempen (CDU) Bürgermeisterin von Meckenheim. Nach Auseinandersetzungen mit dem Stadtrat, dem Landrat des Rhein-Sieg-Kreises, dem Regierungspräsidenten des Regierungsbezirks Köln, der Nachbarstadt Rheinbach u. a., z. T. mit ungewöhnlichen politischen und juristischen Mitteln, kam es auf Beschluss des Stadtrates zur Abwahl der Bürgermeisterin nach § 66 der Gemeindeordnung NRW. Es war das dritte derartige Verfahren in Nordrhein-Westfalen. Die Abstimmung der Bürger fand am 25. November 2007 mit einer Wahlbeteiligung von 60,7 % statt. Das Ergebnis: für die Abwahl stimmten 68,5 %, gegen die Abwahl 31,5 %. Nach der Abwahl Kempens gab es in Meckenheim am 2. März 2008 Neuwahlen, die Bert Spilles (CDU) gewann; er wurde im Januar 2014 im Amt bestätigt. Yvonne Kempen starb nach schwerer Krankheit am 11. April 2011.
Bei der Wahl vom 13. September 2020 wurde Holger Jung (CDU) mit 55,09 % zum neuen Bürgermeister gewählt. Er wird sich nach eigener Aussage im Herbst 2025 nicht für eine zweite Amtszeit bewerben.

### Liste der Bürgermeister und Stadtdirektoren
| Name                        | Beginn                      | Ende                        | Partei                      | Anmerkungen                                          |
| Ehrenamtliche Bürgermeister | Ehrenamtliche Bürgermeister | Ehrenamtliche Bürgermeister | Ehrenamtliche Bürgermeister | Ehrenamtliche Bürgermeister                          |
| --------------------------- | --------------------------- | --------------------------- | --------------------------- | ---------------------------------------------------- |
| Emanuel Fahrenberger        | 1969                        | 1970                        | CDU                         |                                                      |
| Karl-Ludwig Goebel          | 1971                        | 1975                        | CDU                         |                                                      |
| Hans-Georg Preuschoff       | 1975                        | 1998                        | CDU                         | Im Amt verstorben                                    |
| Albert Graen                | 1998                        | 1999                        | UWG                         | Interimistisch, letzter ehrenamtlicher Bürgermeister |
| Hauptamtliche Bürgermeister |                             |                             |                             |                                                      |
| Yvonne Kempen               | 1999                        | 2007                        | CDU                         | 2004 wiedergewählt, 2007 durch die Bürger abgewählt  |
| Bert Spilles                | 2008                        | 2020                        | CDU                         | 2014 wiedergewählt                                   |
| Holger Jung                 | 2020                        | 2025                        | CDU                         |                                                      |

### Stadtordnung
Mit der einleitenden Forderung „Meckenheim soll sicher und sauber sein…“ wurde am 31. Januar 2007 die Meckenheimer Stadtordnung erlassen. Neben zahlreichen Einzelregelungen zur öffentlichen Sicherheit und Ordnung enthält sie einen Bußgeldkatalog für Zuwiderhandlungen. Mit gleicher Zielsetzung wurde der Meckenheimer Ordnungsaußendienst mit eigener Notrufnummer eingerichtet.

### Wappen
| Wappen von Meckenheim | Blasonierung: „In Silber (weiß) ein schwarzes Kreuz, belegt mit einem blauen Reichsapfel mit goldenem (gelbem) Kreuz und ebensolchen Beschlägen.“ |
| Wappen von Meckenheim | Wappenbegründung: Das Kreuz weist auf den alten Landesherrn, den Erzbischof von Köln hin, der Meckenheim 1636 die Stadtrechte verlieh. Die Deutung des Reichsapfels ist nicht eindeutig, möglicherweise erinnert er an das Erbtruchsessenamt der Wittelsbacher oder an Fürstin Richeza, die – als Erbin des Lothringer Pfalzgrafen – Meckenheim an den Erzbischof Anno von Köln übergab. |

## Kultur und Sehenswürdigkeiten

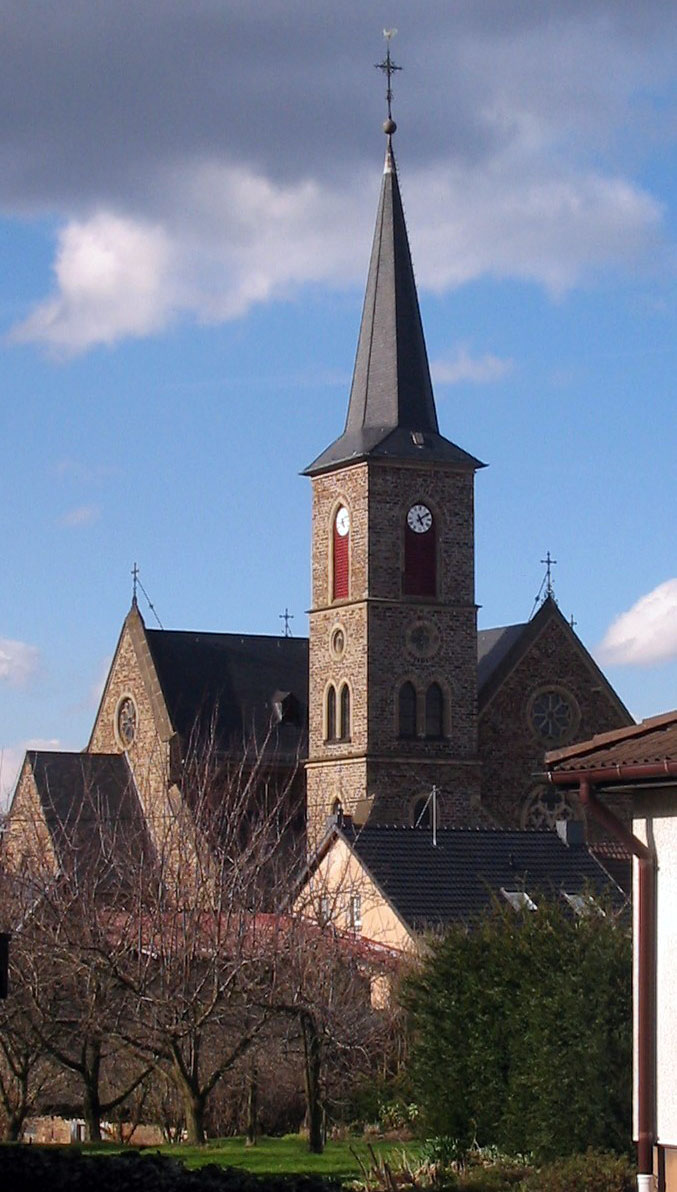
Katholische Pfarrkirche St. Jakobus, Ersdorf

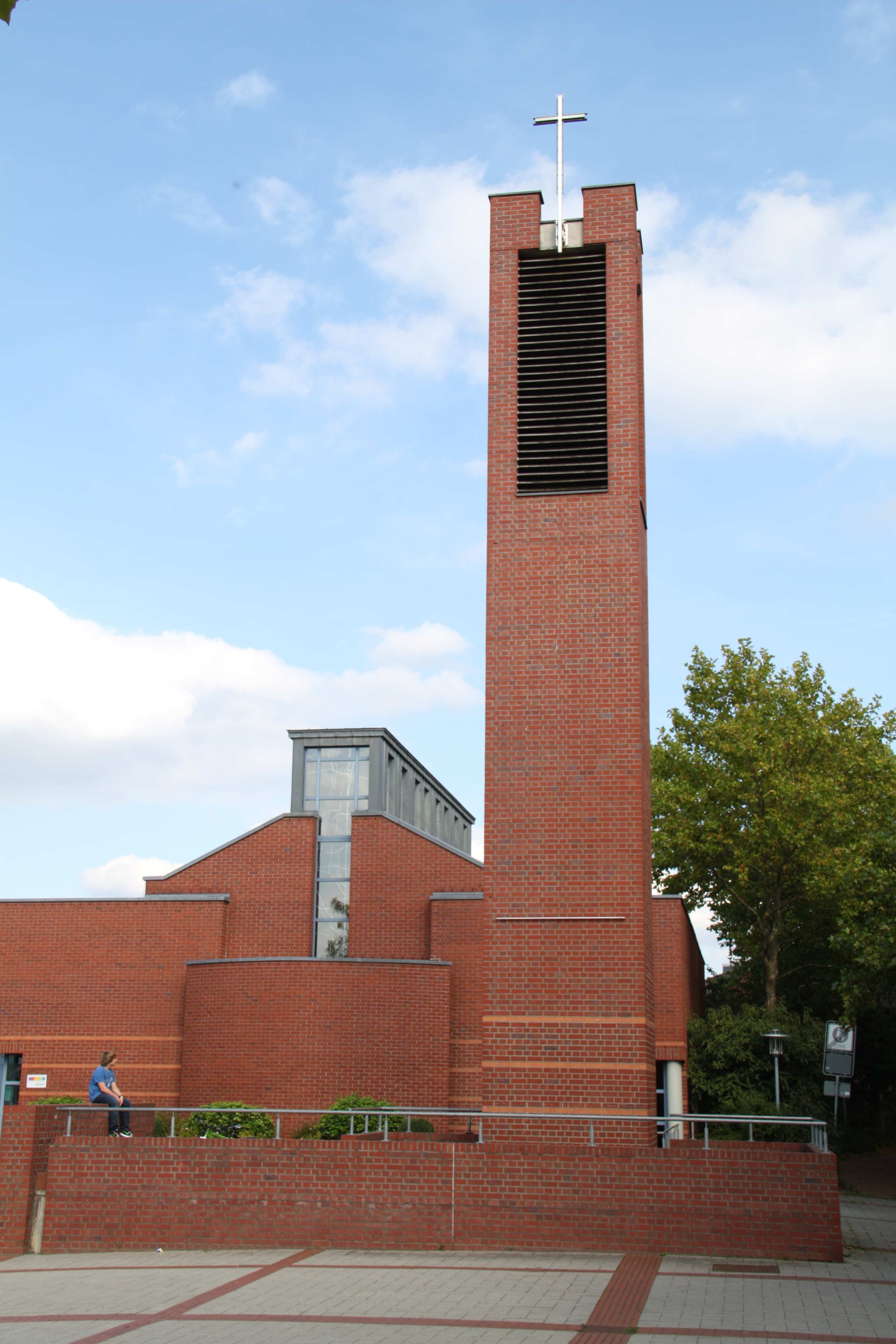
Evangelische Friedenskirche Meckenheim

### Museen
Das Meckenheimer Stadtmuseum befindet sich im Herrenhaus Burg Altendorf.

### Religionsgemeinschaften

#### Katholische Gemeinden
Die Pfarrgemeinden St. Johannes, St. Michael (Merl), St. Petrus (Lüftelberg) und St. Jakobus (Ersdorf/Altendorf) bilden mit St. Martin Rheinbach-Wormersdorf die Pfarreiengemeinschaft Meckenheim im Kreisdekanat Rhein-Sieg-Kreis (Erzbistum Köln).

#### Evangelische Gemeinde
Die evangelische Glaubensgemeinschaft ist in den Gemeindebezirken Alt-Meckenheim (mit der Christuskirche 1957–2025), Merl (mit der Arche [1977]) und Neue Mitte (mit der Friedenskirche [1989]) organisiert. In den Ortschaften Wormersdorf und Lüftelberg wird jeweils einmal im Monat Gottesdienst in den katholischen Kirchen gefeiert.

#### Jüdische Gemeinde
Siehe Hauptartikel: Jüdische Gemeinde Meckenheim.
Die jüdische Gemeinde in Meckenheim bestand bereits im 16. Jahrhundert. Sie war seit 1869 Filialgemeinde der Synagogengemeinde des Kreises Rheinbach.

#### Neuapostolische Gemeinde
Die 1958 gegründete neuapostolische Gemeinde, die 1976 im Meckenheimer Süden ein eigenes Gotteshaus errichtet hatte, wurde Ende 2008 mit der Gemeinde Bonn-Duisdorf zur neuen Gemeinde Bonn-Nordwest zusammengeschlossen.

#### Islamische Gemeinde
Die islamische Gemeinde verfügt über die Moschee Masjid Ar-Rahman in Trägerschaft des Arabischen Kulturvereins in der Kalkofenstraße, nördlich des Meckenheimer Bahnhofs.

#### Zeugen Jehovas
Im Kongresssaal der Zeugen Jehovas nahe dem Bahnhof fanden regelmäßig überregionale Treffen der Religionsgemeinschaft statt. Er musste aus bautechnischen Gründen geschlossen werden.

### Bauwerke und Kulturdenkmale

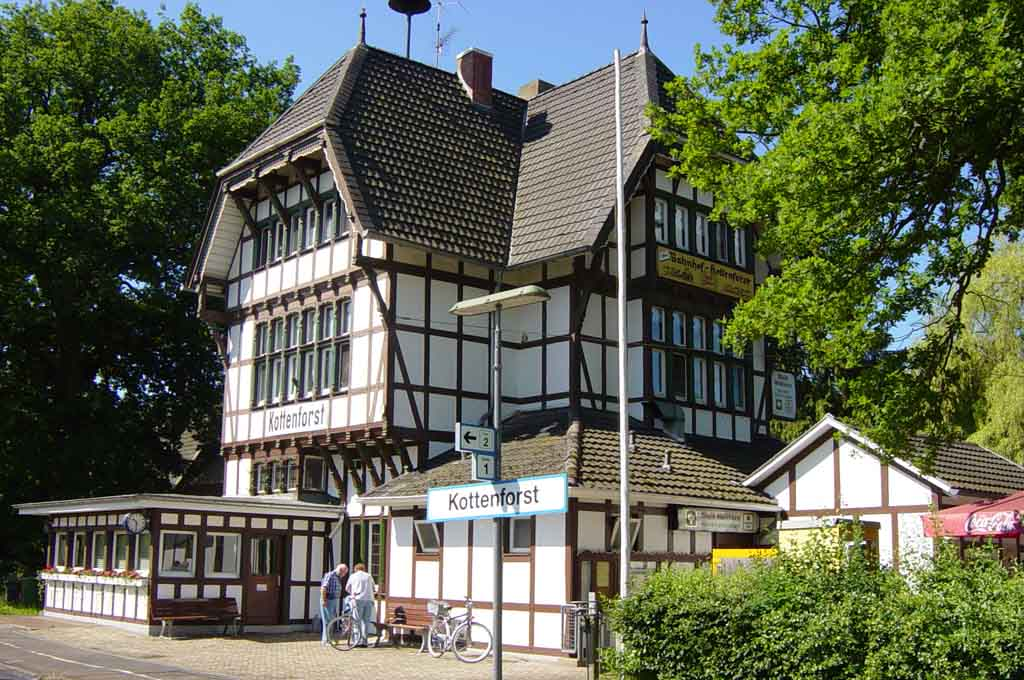
Bahnhof Kottenforst

- Der Bahnhof Kottenforst, auch Kaiserbahnhof genannt[28], wurde 1879/80 im kaiserlichen Jagdrevier Kottenforst an der Strecke Bonn–Euskirchen erbaut.
- Das Glockenspiel vom Bildhauer Helmut Lander, gegossen  von der Gießerei Anthes & Gebhardt, wurde 1983 für 350 000 DM im Zentrum des Neuen Marktes errichtet. Nach längerem Stillstand im Jahr 2011 vom Heimatverein für 15 000 Euro reaktiviert, spielt es im Beethoven-Jahr täglich drei Melodien aus seinen Werken.[29]
- Die Burg Lüftelberg ist eine 1280 erstmals erwähnte Wasserburg.
- Lüfthildis Bildstock, eine im Jahr 2020 von Martin Thiebes geschaffene Stele in der Nähe des Bahnhofs Kottenforst
- Ipplendorfer Kirche: 1717 erbaut
- Jüdischer Friedhof
- Lüftelberger Mühle, ehemalige Burgmühle mit saniertem Mühlrad
- „Merler Dom“, Kapelle von 1900 in Merl, am Ort einer früheren Kapelle aus dem 16. Jahrhundert
- Die Obere Mühle gehört zu den ältesten Gebäuden Meckenheims.
- St. Jakobus der Ältere, Ersdorf (erbaut 1877 am Ort einer 1869 abgebrannten Kirche aus dem 11. Jahrhundert)
- St. Johannes der Täufer, Meckenheim (Turm um 1300; Kirchenschiff von 1890, erweitert 1974) mit 39 m hohem Turm
- St. Petrus, Lüftelberg (erbaut etwa 11.–13. Jahrhundert)
- Stephanuskapelle, eine Kriegergedächtniskapelle aus dem Jahr 1924

### Mottojahre 2001–2011
Die Meckenheimer Mottojahre, die von 2001 bis 2011 (nicht jedoch 2006) durchgeführt wurden, gingen auf eine Idee der früheren Bürgermeisterin Yvonne Kempen zurück.

### Partnerstädte
Meckenheim hat zwei Partnerstädte:
- Le Mée-sur-Seine (Département Seine-et-Marne, Île-de-France), seit 1988[31]
- / Bernau bei Berlin (Brandenburg), seit 1990[32]

## Infrastruktur und Wirtschaft

### Verkehr

#### Schienenverkehr

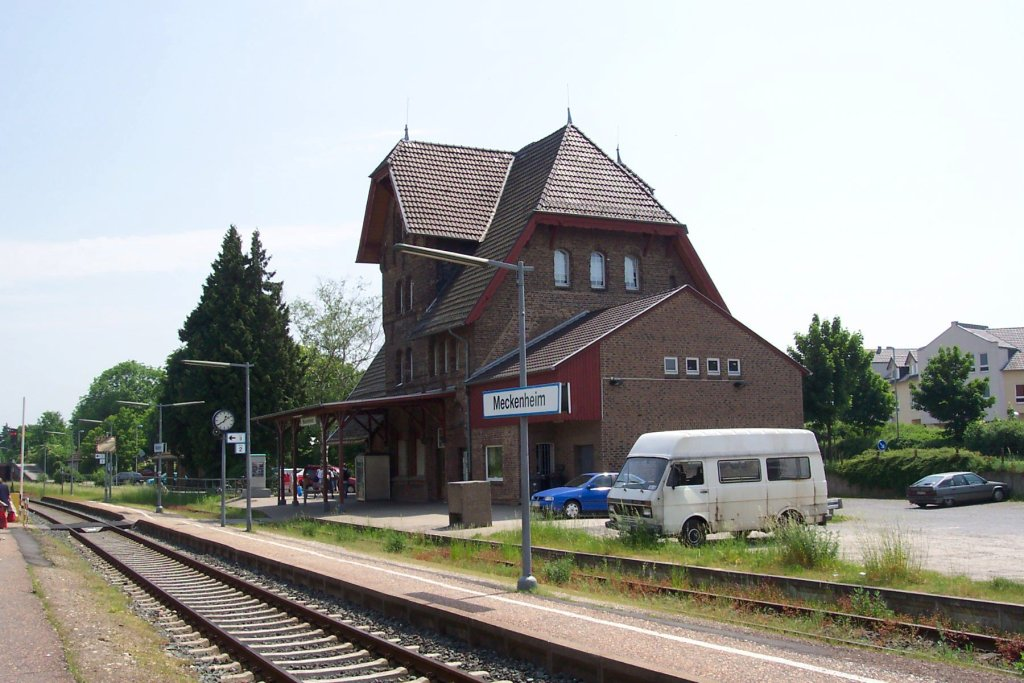
Bahnhof Meckenheim vor dem Umbau

Der Bahnhof Meckenheim (Bz Köln) und der Haltepunkte Meckenheim Industriepark sowie die nur an Wochenenden bediente Station Kottenforst liegen an der Voreifelbahn (Bonn – Euskirchen – Bad Münstereifel), auf der im Schienenpersonennahverkehr (SPNV) die S-Bahn 23 (S 23) verkehrt. Die DB Regio setzt dafür LINT-Triebwagen der Baureihen LINT 54 und LINT 81 ein. 2026 soll die Elektrifizierung der Strecke abgeschlossen sein.
| Linie | Verlauf / Anmerkungen | Takt (Mo–Fr)                              |
| ----- | --- | ----------------------------------------- |
| S 23  | Bonn Hbf – Bonn-Endenich Nord – Bonn Helmholtzstraße – Bonn-Duisdorf – Alfter-Impekoven – Alfter-Witterschlick – (Meckenheim Kottenforst –)* Meckenheim Industriepark – Meckenheim (Bz Köln) – Rheinbach Römerkanal – Rheinbach – Swisttal-Odendorf – Euskirchen-Kuchenheim – Euskirchen ab Euskirchen stündlich Anschluss auf SEV der RB 23 bis Bad Münstereifel; * Züge halten in Kottenforst nur stündlich und nur am Wochenende sowie an Feiertagen bei Bedarf Stand: Fahrplanwechsel Dezember 2023 | 15 min (Bonn–Rheinbach in der HVZ) 30 min |

#### Busverkehr
Buslinien der RVK (Regionalverkehr Köln) verbinden Meckenheim sternförmig mit Bonn, Bad Godesberg, verschiedenen Ortschaften der Gemeinden Wachtberg und Grafschaft sowie im Schülerverkehr auch mit Rheinbach. Lüftelberg wird von der Buslinie Bonn–Witterschlick–Rheinbach berührt. Die Verknüpfung der Linien in Meckenheim erfolgt uneinheitlich an den Haltestellen Meckenheim Bahnhof und Le-Mee-Platz. Der VRM (Verkehrsverbund Rhein-Mosel) verbindet Meckenheim ab Altendorf mit Bad Neuenahr und Ahrweiler sowie Altenahr, bis Altendorf verkehren Linien des RVK. In verkehrsschwachen Zeiten verkehren in beiden Verbünden Anruf-Sammeltaxis bzw. Taxibusse.
Für den Öffentlichen Personennahverkehr (Bahn und Bus) gilt der Tarif des Verkehrsverbundes Rhein-Sieg (VRS) und Tarifraum überschreitend der NRW-Tarif.

#### Straßen

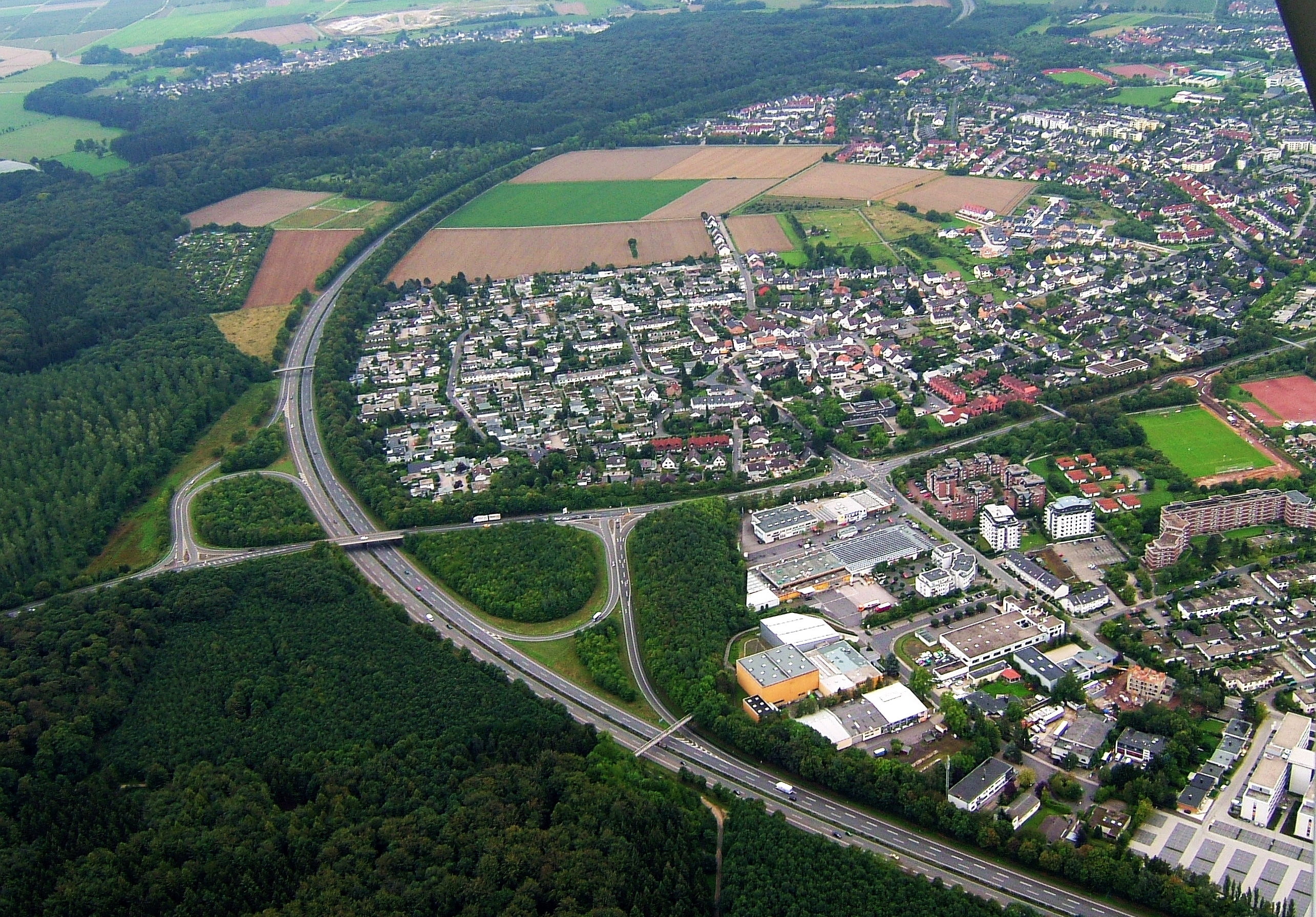
A 565 Anschlussstelle Merl (11), Gudenauer Allee, Meckenheim-Merl

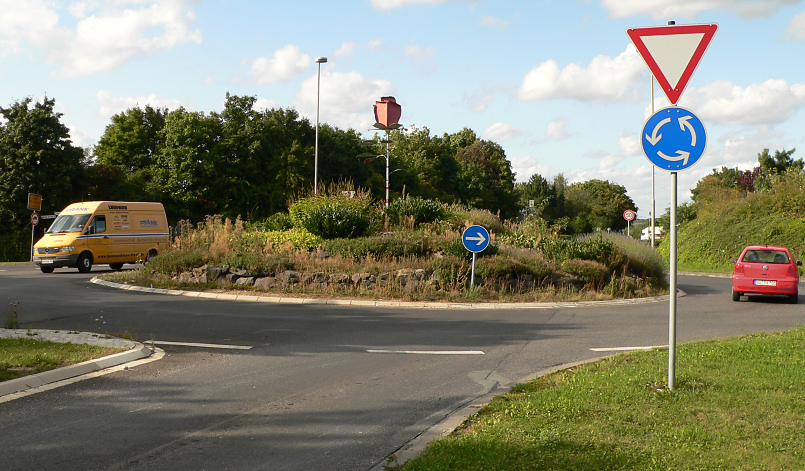
Verkehrskreisel in der Giermaarstraße mit der „Meckenheimer Rose“

Das Stadtgebiet queren die Bundesautobahnen 61 und 565. Im Meckenheimer Kreuz, von dem ein kleines Stück an der Südostseite auf dem Gebiet der Nachbargemeinde Grafschaft liegt, kreuzen sie. Die A 565 geht dort nach der Autobahnanschlussstelle Grafschaft (Nr. 13) unweit des Stadtteils Altendorf in die B 257 über. Im Stadtgebiet liegen von der A 565 die Anschlussstellen Meckenheim Nord (Nr. 10) und Meckenheim-Merl (Nr. 11). Nächstgelegene Anschlussstelle an der A 61 aus Richtung Norden ist Rheinbach (Nr. 28).
In Meckenheim waren am 1. Januar 2018 18.543 Kraftfahrzeuge zugelassen, davon 15.727 Pkw.

#### Radwege
Die Stadt durchzieht ein Netz von Radwegen, die auch Anschlüsse zu den umliegenden Gemeinden bieten. Sie ist an mehrere Radwanderwege angeschlossen:
- Die 1045 km lange D-Route 4 (Mittelland-Route) führt von Aachen über Bonn, Siegen, Erfurt, Jena und Chemnitz nach Zittau.
- Die 733 km lange D-Route 7 (Pilgerroute) führt von Aachen über Köln, Düsseldorf, Duisburg, Münster, Osnabrück, Bremen und Hamburg nach Flensburg.
- Die Rheinische Apfelroute führt westlich von Bonn mit 124 km und 688 Höhenmetern durch sechs Kommunen. Schleifen von 15 bis 40 Kilometern ergänzen die Strecke.[35]
- Die 524 km lange Wasserburgen-Route verbindet mehr als 130 Burgen am Rand der Eifel und in der Kölner Bucht.

### Ansässige Unternehmen, Dienststellen und Einrichtungen (Auswahl)
- Bundeskriminalamt: Dienstsitz in Merl
- BWI GmbH in Merl: Dienstleister für Informations- und Kommunikationstechnik der Bundeswehr; realisierte u. a. das IT-Projekt „Herkules“
- Edelobstbrennerei Brauweiler in Altendorf
- EUBOS GmbH: Hersteller von Kosmetikartikeln (Seife, Hautcremes etc.)
- Fleischhof Rasting GmbH: Tochterunternehmen der EDEKA Rhein-Ruhr, beliefert im Einzugsgebiet der Edeka Rhein-Ruhr die Edeka-Märkte mit Fleisch- und Wurstwaren
- Gebr. Frank GmbH: handelt mit Bau- und Industriemaschinen und ist das älteste Unternehmen Meckenheims (gegründet 1855)
- Grafschafter Krautfabrik: produziert jährlich unter anderem 12.500 Tonnen „Grafschafter Goldsaft“ (Zuckerrübensirup).
- Metallgießerei F. Schmidt
- Rungis Express: handelt mit Frischware für die Gastronomie
- TeeGschwendner: größtes Franchise-Unternehmen für Tee in Deutschland
- Zinkpower Meckenheim GmbH & Co KG: Feuerverzinkung, Pulver- und Nasslackbeschichtung

### Medien
- Bonner General-Anzeiger (Ausgabe Vorgebirge) – führende Tageszeitung mit Lokalteil für das Gebiet Meckenheim und Rheinbach. (Auflage 15.178 Exemplare)
- Meckenheimer Stadtzeitung (Lokalausgabe von Blick aktuell) – Heimatzeitung für die Stadt Meckenheim und Umgebung, erscheint in einer Auflage von 11.000 Exemplaren
- Blickpunkt Meckenheim (Schaufenster) – Heimatzeitung für die Stadt Meckenheim (beinhaltet das früher als Publikation in der Meckenheimer Stadtzeitung erschienene Amtsblatt der Stadt Meckenheim). Wird in der Ausgabe Meckenheim unter anderem auch in Rheinbach und Swisttal mit einer Auflage von 36.000 Exemplaren verteilt.
- Wir am Kottenforst – Zeitung für die Städte Meckenheim und Rheinbach.

### Öffentliche Einrichtungen
- Hallenfreizeitbad mit Sauna
- Mosaik-Kulturhaus (ehemals Jugendfreizeitstätte)
- Jungholzhalle
- Interkommunale Bücherei
- Katholisches Familienbildungswerk

### Bildung
Meckenheim besitzt vier Grundschulen an fünf Standorten, außer der Gemeinschaftsgrundschule Meckenheim-Merl sind diese folgende Bekenntnisgrundschulen: Katholische Grundschule Meckenheim mit zusätzlichem Standort im Ortsteil Altendorf, die Katholische Grundschule Merl sowie die Evangelische Grundschule Meckenheim. Die drei weiterführenden Schulen – Konrad-Adenauer-Gymnasium, Theodor-Heuss-Realschule und Geschwister-Scholl-Hauptschule – befinden sich auf dem Schulgelände Königsberger Straße. 2022 wurde beschlossen, das Schulzentrum für geplant ca. 140 Millionen Euro umfassend zu sanieren, die Arbeiten begannen Ende 2024 und sollen in mehreren Abschnitten zwischen 2026 und 2027 fertiggestellt werden. Das Katholische Familienbildungswerk verfügt über Räumlichkeiten am Kirchplatz und bietet Kurse in den Stadtteilen an. Der Volkshochschulzweckverband Meckenheim-Rheinbach-Swisttal mit Wachtberg führt in Meckenheim in jedem Semester Weiterbildungsveranstaltungen und Vorträge im Schulzentrum durch.

### Feuerwehr
Die Freiwillige Feuerwehr Meckenheim hat Stadtteil-Wehren in Meckenheim, Merl, Lüftelberg und Altendorf-Ersdorf. 2025 wurde bekannt, dass der Rhein-Sieg-Kreis prüft, ob Meckenheim eine Berufsfeuerwehr erhalten muss. Ab 25.000 Einwohnern ist eine Kommune in NRW grundsätzlich verpflichtet, eine Berufsfeuerwehr zu stellen, aufgrund der Personallage war für Meckenheim bisher allerdings immer eine Sonderregelung möglich gewesen, die auf dem System der freiwilligen Wehr beruht.

## Persönlichkeiten

### Ehrenbürger
- 1952, 16. Dezember: Josef Kreuser „wegen seiner hervorragenden Verdienste um den Wiederaufbau der Stadt und wegen der vorbildlichen Förderung des Wohles ihrer Bewohner“[42] (Bürgermeister von Meckenheim).
- 1981, 7. März: Peter Koll (1911–1991), seit 1956 Bürgermeister von Ersdorf bis zur Eingemeindung 1969, dann Mitglied im Meckenheimer Stadtrat und Ortsvorsteher von Ersdorf bis 1984.[43]
- 2005, 21. November: Albert Graen (1925–2017), langjähriges Mitglied im Meckenheimer Stadtrat, von 1998 bis 1999 letzter ehrenamtlicher Bürgermeister
- 2011, 15. April: Erika Meyer zu Drewer „als Würdigung ihrer langjährigen und herausragenden Verdienste zum Wohle der Stadt Meckenheim“ (u. a. Mitglied im Meckenheimer Stadtrat 1975 bis 2007, Ortsvorsteherin von Merl von 1984 bis 2004).[44]

### In Meckenheim geborene Personen
- Israhel van Meckenem der Ältere (15. Jahrhundert), Kupferstecher
- Israhel van Meckenem der Jüngere (um 1440–1503), Kupferstecher
- Adam Schall von Bell (1592–1666), Jesuit, Missionar in China, Wissenschaftler und Berater des chinesischen Kaisers Shunzhi, geboren in Lüftelberg
- Mathias Joseph Scheeben (1835–1888), katholischer Theologe
- Laurenz Schäfer (1840–1904), Porträtmaler der Düsseldorfer Schule, geboren in Lüftelberg
- Wilhelm Busch (1867–1923), Politiker (Zentrum), geboren in Ersdorf
- Carl von Jordans (1884–1950), Politiker und Privatgelehrter, geboren in Lüftelberg
- Gottfried Trimborn (1887–1948), Landschaftsmaler und Grafiker der Düsseldorfer Schule
- Theo Jung (1892–1986), Gründer der Esperanto-Zeitschrift Heroldo de Esperanto
- Peter Meisenberg (* 1948), Schriftsteller, Drehbuch- und Hörspielautor
- Norbert Röttgen (* 1965), Politiker (CDU), 2009–2012 Bundesminister für Umwelt, Naturschutz und Reaktorsicherheit

### Persönlichkeiten mit Wohnsitz in Meckenheim
- Johannes Adam von Nettinghofen (1680–1738), Rektor der Universität Wien, Böhmischer Ritter und Niederösterreichischer Regimentsrat
- Heinrich Welsch (1848–1935), Lehrer in Köln, engagiert für benachteiligte Arbeiterkinder, Vorbild für das Karnevalslied En d’r Kayjass Nummer Null: „Un mir woren beim Lehrer Welsch in de Klass’“, ging in Meckenheim zur Schule.
- Karl Carstens (1914–1992), 1976 bis 1979 Präsident des Deutschen Bundestages, 1979 bis 1984 Bundespräsident der Bundesrepublik Deutschland
- Rudolf Arendt (1923–2021), Konteradmiral a. D., Chef des Führungsstabes der Streitkräfte im Bundesministerium der Verteidigung (1980 bis 1983)
- Helmut Kampe (* 1925), Vizeadmiral a. D., Chef des Führungsstabes der Streitkräfte im Bundesministerium der Verteidigung (1977 bis 1980), bis 1986 Befehlshaber NATO-Seestreitkräfte Ostseezugänge
- Inge Latz (1929–1994), Komponistin und engagierte Kabarettistin der Frauenbewegung (Wohnsitz in Meckenheim in den 1980er-Jahren)
- Erwin Weiss (1930–2017), Staatsrat in Bremen (1980–1988)
- Klaus Dietz (1934–2014), Physiker und ab 1969 Lehrstuhlinhaber für Theoretische Physik in Bonn
- Hermann Rink (* 1935), Strahlenbiologe und Studentenhistoriker
- Hans M. Schmidt (* 1936), Kunsthistoriker
- Matthias Jaeger (* 1937), Arzt und Generalstabsarzt a. D., Stellvertreter des Inspekteurs des Sanitätsdienstes (1989 bis 1993)
- Hartmut Bagger (1938–2024), Generalinspekteur der Bundeswehr (1996 bis 1999), wohnte von 1992 bis 2024 in Meckenheim
- Hans Frank (1939–2019), Vizeadmiral a. D., Stellvertreter des Generalinspekteurs der Bundeswehr und Inspekteur der Zentralen Militärischen Dienststellen der Bundeswehr (1994 bis 1999), Präsident der Bundesakademie für Sicherheitspolitik (1999 bis 2004)
- Jürgen Macheleidt (* 1941), Zahnarzt und ehemaliger Inspizient Zahnmedizin der Bundeswehr
- Ulf Böge (* 1942), 1999 bis 2007 Präsident des Bundeskartellamtes
- Horst Köhler (1943–2025), 2004 bis 2010 Bundespräsident der Bundesrepublik Deutschland (Wohnsitz in Meckenheim 1977–1981 sowie 1983–1998)
- Abdallah Frangi (* 1943), 1993 bis 2005 Generaldelegierter Palästinas in Deutschland mit Wohnsitz in Meckenheim, seit 2009 persönlicher Berater von Präsident Mahmud Abbas in Gaza und Ramallah, seit Juli 2014 vereidigter Gouverneur von Gaza
- Klaus Olshausen (* 1945), Generalleutnant a. D., Militärischer Repräsentant Deutschlands im NATO-Militärausschuss bei der WEU und EU (2000 bis 2006), wohnt in Meckenheim
- Rainer Popp (* 1946), Schriftsteller, ehemaliger Programmdirektor von RTL. (wohnte von 1979 bis 1983 in Meckenheim)
- Jürgen Kratzmann (* 1946), Flottillenadmiral a. D. und Journalist
- Ulrich von Hehl (* 1947), Historiker (wohnte von 1977 bis 1992 in Meckenheim)
- Egon Ramms (* 1948), General a. D., Oberbefehlshaber des Allied Joint Force Command der NATO in Brunssum (2007 bis 2010)
- Wolfgang Nolting (* 1948), Vizeadmiral a. D., Inspekteur der Marine (2006 bis 2010).
- Jürgen Stark (* 1948), Mitglied im Direktorium der Europäischen Zentralbank (Wohnsitz in Meckenheim 1981–2001)
- Manfred Nielson (* 1955), Admiral und stellvertretender Oberbefehlshaber „Supreme Allied Command Transformation“
- Markus Krause-Traudes (* 1957), Flottillenadmiral
- Jürgen Weigt (* 1957), Generalmajor und Kommandeur des Zentrum Innere Führung
- Christian Buse (* 1959), Schauspieler, Schulzeit in Meckenheim von 1966 bis 1978
- Yvonne Kempen (1960–2011), Bürgermeisterin von Meckenheim
- Armin Fleischmann (* 1965), Generalmajor der Luftwaffe
- Roland Beuge (* 1966), Moderator, wohnt seit 2013 in Meckenheim[45]
- Tim Lobinger (1972–2023), mehrfacher deutscher Stabhochsprung-Meister
- David Kopp (* 1979), Profi-Radrennfahrer
- Christian Knees (* 1981), Profi-Radrennfahrer
- Thelma Buabeng (* 1981), Schauspielerin, wuchs in Meckenheim auf

### Sonstiges
Die Straße, an der das BKA eine Außenstelle hat, war nach Paul Dickopf benannt. Auf Antrag des BKA, das sich auf neueste Forschungsergebnisse der Martin-Luther-Universität Halle-Wittenberg zu Dickopfs Vergangenheit berief, beschloss der Hauptausschuss des Rates der Stadt Meckenheim am 21. September 2011 die Umbenennung in Gerhard-Boeden-Straße zum 25. Juni 2012.
Wegen ihrer Herkunft aus Meckenheim führte die Familie des Bocholter Kupferstechers Israhel van Meckenem ihren niederdeutschen Namen (übertragen ins Neuhochdeutsche also von Meckenheim).